# I Borgia
I Borgia são uma série de quadrinhos eróticos e dramático escrito pelo escritor chileno Alejandro Jodorowsky e ilustrado pelo desenhista italiano Milo Manara. O trabalho foi realizado entre 2006 e 2010 e é dividido em quatro volumes: "Sangue para o Papa" (2006),  "Poder e Incesto" (2007), "As Chamas da Fogueira" (2009) e "Tudo é Vaidade" (2010). Os quadrinhos se destacam por seu grande elemento erótico shakspeariano e por ser um fumetti particularmente rico em violência, embora nunca seja levado a níveis extremos. O enredo é baseado em histórias e lendas sobre a família Bórgia e a figura do Papa Alexandre VI. A historicidade dos quadrinhos é praticamente nula, embora haja fatos reais narrados.

## Série
1. Sangue para o Papa (novembro de 2004, ISBN 2226155252)
2. Poder e Incesto (janeiro de 2006, ISBN 2226166785)
3. As Chamas da Fogueira (dezembro de 2008, ISBN 9782356260215)
4. Tudo é Vaidade  (dezembro de 2010, ISBN 9782723470476)